# Birchcliff
Birchcliff är en ort i Kanada.   Den ligger i provinsen Alberta, i den centrala delen av landet, 2 900 km väster om huvudstaden Ottawa. Birchcliff ligger 933 meter över havet och antalet invånare är 112. Den ligger vid sjön Sylvan Lake.
Terrängen runt Birchcliff är platt. Närmaste större samhälle är Sylvan Lake, 5,4 km söder om Birchcliff.
Trakten runt Birchcliff består till största delen av jordbruksmark. Runt Birchcliff är det glesbefolkat, med 10 invånare per kvadratkilometer.